# Бобровский, Николай Петрович
Николай Петрович Бобровский (6 июня 1855 — не ранее 1917) — русский военный деятель, генерал от инфантерии (1917). 

## Биография
Родился в 1855 году. Образование: Павловское военное училище, Николаевская академия Генерального штаба (выпуск 1884; по 2-му разряду), Александровская военно-юридическая академия (выпуск 1888; по 1-му разряду, с производством в капитаны). 
Затем служил на следующих должностях: 
- Помощник прокурора Виленского военно-окружного суда (1890—1897; с 1895 года — полковник)
- Военный следователь там же (1897—1902)
- Военный судья Сибирского военно-окружного суда (1902—1906; с 1903 года — генерал-майор)
- Военный судья Варшавского военно-окружного суда (1906)

В 1906—1907 годах какое-то время пребывал в отставке, после чего снова вернулся на службу.
- Военный судья Иркутского военно-окружного суда (1907—1908)
- Военный судья Виленского военно-окружного суда (1908—1910)
- Военный судья Петербургского военно-окружного суда (1910—1911)
- Прокурор Казанского военно-окружного суда (1911—1912)
- Прокурор  Московского военно-окружного суда (1912—1915; с 1912 года — генерал-лейтенант)
- Председатель Туркестанского военно-окружного суда (1915—1917)

Имел все награды вплоть до Ордена Святого Владимира 2-й степени (1915). 
В мае 1917 года Временного правительства России уволен в отставку с производством в генералы от инфантерии. Дальнейшая судьба неизвестна. 

## Награды
- Орден Святого Станислава 2 степени (1893)
- Орден Святой Анны 2 степени (1895)
- Орден Святого Владимира 4 степени (1898)
- Орден Святого Владимира 3 степени (1905)
- Орден Святого Станислава 1 степени (1908)
- Орден Святой Анны 1 степени (1913)
- Орден Святого Владимира 2 степени (1915)